# Oscar Asche
Oscar Asche, nome alla nascita John Stange(r) Heiss Oscar Asche, (Geelong, 26 gennaio 1871 – Marlow, 23 marzo 1936), è stato un attore, regista e sceneggiatore australiano di teatro. Recitò anche in alcuni film, soprattutto negli anni trenta.

## Biografia
Nato a Geelong, nello Stato di Victoria, in Australia, era figlio di Thomas Asche, un norvegese laureato all'Università di Oslo (all'epoca la capitale norvegese era ancora chiamata Christiania).

### Primi anni di carriera
Asche venne educato alla Laurel Lodge, a Dandenong (vicino a Melbourne e, quindi, alla Melbourne Grammar School che lasciò a 16 anni. Dopo un viaggio in Cina, tornò in Australia e passò qualche tempo prima che decidesse di abbracciare la carriera teatrale. La vita in ufficio non lo soddisfaceva e, dopo essere stato alle Fiji, fu mandato dal padre in Norvegia per studiare recitazione a Bergen.
A Christiania, incontrò Ibsen, che gli consigliò di studiare e di recitare nella propria lingua e nel proprio paese. A Londra, Asche rimase talmente impressionato da un Enrico VIII in cui recitavano Ellen Terry e Henry Irving, che vide lo spettacolo per sei sere di seguito. Rimase nella capitale britannica per studiare e correggere la sua forte pronuncia australiana, mantenendosi con le 10 sterline la settimana che gli passava suo padre. Quando Oscar tornò in Norvegia, riuscì finalmente a guadagnarsi la sua prima paga recitando Shakespeare.

### Sul palcoscenico
Il 25 marzo 1893, Asche fece la sua prima apparizione sul palcoscenico, all'Opera Comique Theatre di Londra, in Man and Woman, dove aveva il ruolo di Roberts. Per otto anni fece parte della F. R. Benson Company, acquisendo gran parte della sua esperienza di attore. Tra gli spettacoli cui partecipò, vanno ricordate anche le recite ai festival estivi di Stratford. Nel frattempo, suo padre si trovò a fronteggiare dei gravi problemi finanziari e non poté spedirgli più il denaro della rendita. Così Asche, che guadagnava saltuariamente piccole somme, dovette arrangiarsi per trovarsi dei luoghi dove dormire e mangiare.
Con la compagnia, Asche ricoprì oltre cento ruoli, tra cui quello di Bruto e di re Claudio. Il suo aspetto imponente e dignitoso, la voce risonante, venivano spesso menzionati dalla stampa dell'epoca.
Nel 1898, si sposò con una collega, l'attrice Lily Brayton, anche lei membro della compagnia. I due apparvero spesso insieme negli stessi spettacoli. Asche, a Londra, recitò al Lyceum Theatre e al Garrick Theatre. Qui, ebbe l'occasione di confrontarsi con la sua prima parte importante in un lavoro moderno, Iris di Arthur Wing Pinero. Lavoro che rifece a Broadway nel 1902.

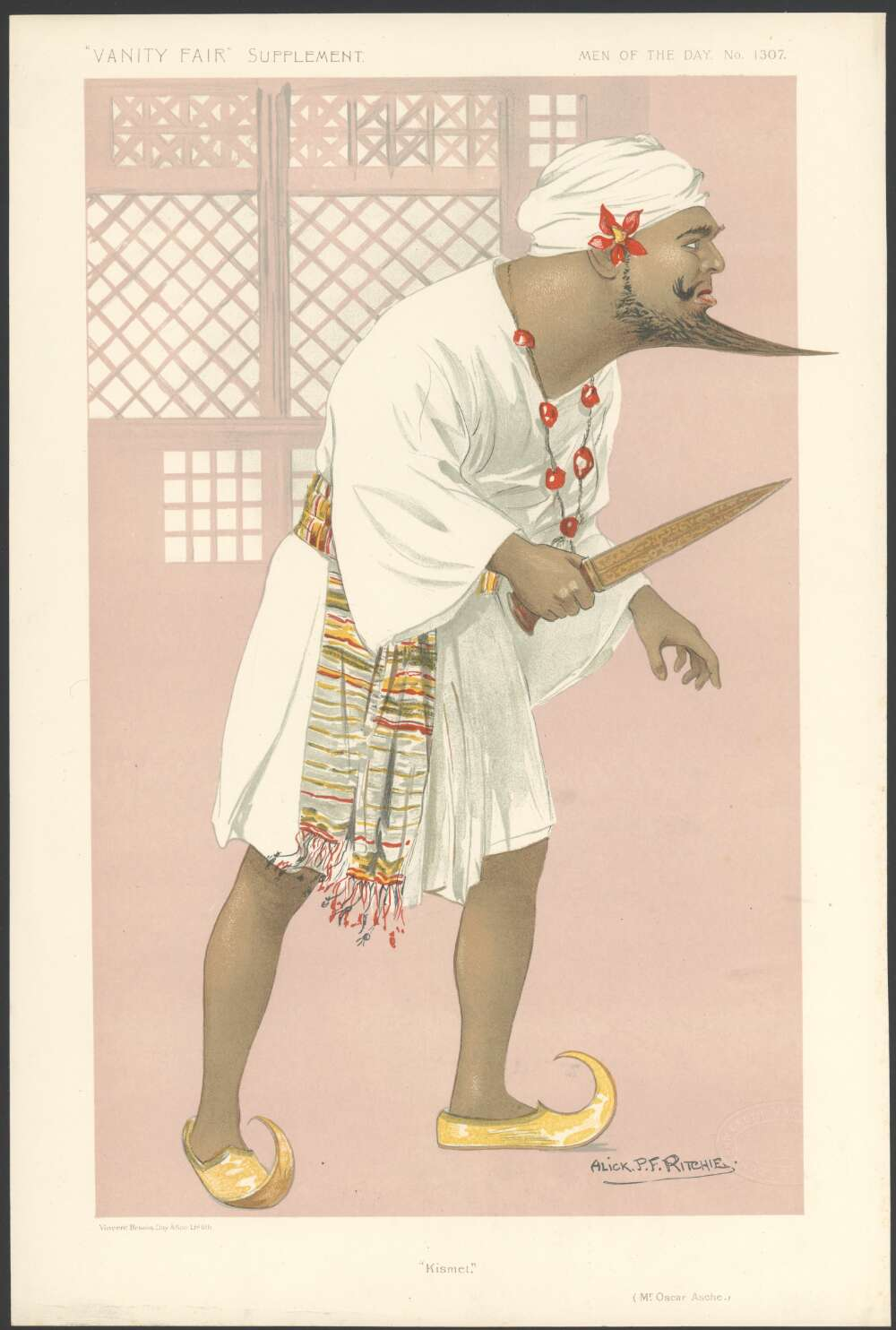
Kismet, su Vanity Fair novembre 1911

## Filmografia
La filmografia è completa

### Attore
- Kismet, regia di Leedham Bantock (1914)
- Don Chisciotte (Don Quixote), regia di Georg Wilhelm Pabst (1933)
- My Lucky Star, regia di Louis Blattner e John Harlow (1933)
- Two Hearts in Waltz Time, regia di Carmine Gallone e Joe May (1934)
- The Private Secretary, regia di Henry Edwards (1935)
- Scrooge, regia di Henry Edwards (1935)
- Eliza Comes to Stay, regia di Henry Edwards (1936)
- The Robber Symphony, regia di Friedrich Fehér (1937)

### Sceneggiatore
- Chu-Chin-Chow, regia di Herbert Wilcox - lavoro teatrale Chu Chin Chow (1923)
- Chu Chin Chow, regia di Walter Forde - lavoro teatrale Chu-Chin-Chow (1934)